# دانشگاه زنجان
دانشگاه زنجان، یکی از دانشگاه های دولتی زیر نظر وزارت علوم،تحقیقات و فناوری است؛ که در شهر زنجان قرار دارد. این دانشگاه در حال حاضر دارای ۵ دانشکده، ۴۷۰ عضو هیئت علمی و بیش از ۱۰ هزار دانشجو است.
این دانشگاه از نظر وسعت پس از دانشگاه صنعتی اصفهان دومین دانشگاه در ایران است. این دانشگاه از سوی نظام رتبه‌بندی گرین متریک نیز هرساله به عنوان سبزترین دانشگاه ایران انتخاب می‌شود.  در تاریخ ۲۵ تیرماه ۱۴۰۴ طی حکمی از سوی وزیر علوم، تحقیقات و فناوری دکتر جلال صبا به سرپرستی دانشگاه منصوب گردید.

## تاریخچه
شورای گسترش آموزش عالی در سال ۱۳۵۳، تأسیس مدرسه عالی کشاورزی و دامپروری را در رشته‌های مدیریت کشاورزی و دامپروری در شهر زنجان تصویب کرد. به دنبال آن در ۱۴ اسفندماه سال ۱۳۵۳، اولین جلسه هیئت امنای مدرسه عالی زنجان تشکیل و مقرر گردید که از اول مهرماه سال ۱۳۵۴ فعالیت آموزشی خود را با پذیرش ۷۲ دانشجو از طریق کنکور سراسری در دو رشته مدیریت کشاورزی و مدیریت دامپروری آغاز کند. بدین ترتیب کار آموزشی دانشگاه زنجان (مدرسه عالی کشاورزی و دامپروری) رسماً از سال ۱۳۵۴ آغاز شد.
مدرسه عالی کشاورزی و دامپروری زنجان حدود دو سال پس از تأسیس از سوی شورای گسترش آموزش عالی به دانشکده کشاورزی زنجان با دو رشته کشاورزی و دامپروری در سطح کارشناسی، تغییر نام پیدا کرد. دانشکده کشاورزی زنجان، در سال ۱۳۶۱ به آموزشکده کشاورزی و در سال‌ ۱۳۶۴ به دانشکده کشاورزی زنجان تغییر نام پیدا کرد.
با پذیرش دانشجو در آموزشکده فنی زنجان، شورای مذکور با تبدیل دانشکده کشاورزی زنجان به مجتمع آموزش عالی زنجان در سال ۱۳۶۶ موافقت نمود. متعاقباً با تأسیس دانشکده علوم در سال ۱۳۶۹ و دانشکده ادبیات و علوم انسانی در سال ۱۳۷۰، سرانجام با تبدیل وضعیت مجتمع آموزش عالی زنجان به دانشگاه زنجان موافقت به عمل آمد.
هرچند که رخدادهای سال ۸۷ و تحصن دانشجویان و تبعات آن بیشترین بازتاب های رسانه ای پیرامون دانشگاه زنجان در سال‌های اخیر را شکل می دهد، ولی دانشگاه زنجان را به ویژگی های دیگری نیز می توان شناخت. دانشگاه زنجان در سال ۹۲ به عنوان سبزترین دانشگاه کشور و ۱۲۸امین دانشگاه سبز جهان به انتخاب مؤسسه «گرین متریک» در میان ۳۰۱ دانشگاه برتر قرار گرفت، همچنین این دانشگاه با مساحت بیش از ۴۰۰ هکتار، دومین دانشگاه بزرگ کشور شناخته می شود که نزدیک به ۱۰.۰۰۰ دانشجو در آن مشغول به تحصیل اند.

## دانشکده‌ها
- دانشکده مهندسی

دانشکده مهندسی در سال ۱۳۶۶، با ایجاد آموزشکده فنی در مقطع کاردانی با ۴۳ دانشجو و ۲ نفر عضو هیئت علمی تمام وقت فعالیت خود را آغاز کرد. متعاقب آن گروه‌های آموزشی برق، معماری، مکانیک، کامپیوتر و نقشه‌برداری تأسیس شدند و اقدام به پذیرش دانشجو کردند. 
هم‌اکنون ۹ رشته و ۱۱ گرایش در مقطع کارشناسی ارشد در دانشکده فنی و مهندسی وجود دارد که عبارتند از: 
مهندسی برق در دو گرایش الکترونیک و قدرت، مهندسی مکانیک گرایش طراحی کاربردی، 
مهندسی عمران در چهار گرایش سازه، مکانیک خاک و پی، سازه‌های هیدرولیکی و راه و ترابری، 
مهندسی نقشه‌برداری (ژئودزی)، 
مهندسی کامپیوتر با گرایش نرم‌افزار، 
مهندسی معدن با گرایش مکانیک سنگ، معماری، مهندسی شیمی و نقاشی. 
با اخذ مجوز دوره‌های دکترای برق قدرت، عمران-ژئوتکنیک، عمران-آب و سازه‌های هیدرولیکی، عمران-راه و ترابری و عمران-سازه تعداد رشته‌های مقطع دکترای این دانشکده به هفت رشته افزایش پیدا کرد.
- گروه‌های آموزشی:
  - مهندسی صنایع
  - مهندسی برق
  - مهندسی مکانیک
  - مهندسی کامپیوتر
  - مهندسی عمران
  - مهندسی نقشه‌برداری
  - مهندسی معدن
  - مهندسی شیمی
  - مهندسی مواد
  - معماری
  - نقاشی
- دانشکده علوم انسانی

نمای دانشکده فنی ومهندسی

دانشکده علوم انسانی دانشگاه زنجان در سال ۱۳۷۰ با پذیرش تعداد ۴۳ نفر دانشجو در رشته دبیری زبان و ادبیات فارسی فعالیت آموزشی خود را آغاز نموده و سپس با جذب هیئت علمی در تخصص‌های مختلف، دانشکده گسترش پیدا نمود و در حال حاضر این دانشکده دارای ۱۴ رشته در ۱۷ گرایش تحصیلی در سه مقطع کاردانی، کارشناسی و کارشناسی ارشد به شرح زیر می‌باشد.
در دانشکده علوم انسانی تعداد ۹ گروه آموزشی و ۱۴ رشته آموزشی شامل: حسابداری، مدیریت بازرگانی، مدیریت صنعتی، جغرافیای انسانی، جغرافیای روستائی، جغرافیای طبیعی، کارتوگرافی، آب و هواشناسی، ژئومورفولوژی، تاریخ و تمدن اسلامی، فلسفه و حکمت اسلامی، تربیت بدنی، زبان انگلیسی، زبان و ادبیات فارسی، روانشناسی عمومی، مشاوره و راهنمائی می‌باشد. در گروه‌های آموزشی زبان و ادبیات فارسی، فلسفه و حکمت اسلامی، جغرافیا، تاریخ و تمدن اسلامی، تاریخ ایران (کارشناسی ارشد)، تربیت بدنی و علوم ورزشی گرایش فیزیولوژی ورزشی (کارشناسی ارشد) و روانشناسی در مقطع تحصیلات تکمیلی (کارشناسی ارشد)، هم‌اکنون دانشجو پذیرش می‌شود. همچنین در رشته ادبیات فارسی دانشجوی دکتری پذیرش می‌شود و در آینده نه چندان دور این مهم در گروه‌های جغرافیا و فلسفه هم محقق خواهد شد.
- گروه‌های آموزشی:
  - روانشناسی
  - زبان و ادبیات فارسی
  - تربیت بدنی
  - جغرافیا و ژئوماتیک
  - مترجمی زبان انگلیسی
  - الهیات، تاریخ و تمدن ملل اسلامی
  - حسابداری
  - معارف اسلامی
  - مدیریت بازرگانی
  - مدیریت صنعتی
  - راهنمایی و مشاوره
  - حقوق
  - علوم اقتصادی
- دانشکده علوم

حیاط برق و کامپیوتر

دانشکده علوم دانشگاه زنجان در سال تحصیلی ۷۰–۱۳۶۹ با گشایش رشته شیمی محض در سطح کارشناسی و با ۴۴ نفر دانشجو و ۶ نفر عضو هیئت علمی تمام‌وقت فعالیت آموزشی خود را آغاز نمود. به دنبال آن در رشته‌های دبیری شیمی، دبیری فیزیک، دبیری ریاضی، زمین‌شناسی، زیست‌شناسی و همچنین رشته‌های شیمی محض، ریاضی محض و فیزیک، ریاضی کاربردی و شیمی کاربردی (به‌صورت روزانه و شبانه) برای مقاطع لیسانس مبادرت به پذیرش دانشجو نمود. رشته‌های شیمی-فیزیک و ریاضی به ترتیب در سال‌های ۱۳۷۳، ۱۳۷۹ با پذیرش دانشجو در مقطع کارشناسی ارشد فعالیت آموزشی خود را در سطح تحصیلات تکمیلی ادامه دادند و همین‌طور در سال۱۳۸۰ اقدام به پذیرش‌دانشجو در مقطع دکتری رشته شیمی معدنی نمود. هم‌اکنون دانشکده علوم دارای ۷ گروه آموزشی با ۱۸ رشته تحصیلی در مقاطع کارشناسی، کارشناسی ارشد و دکترا می‌باشد. تعداد اعضای هیئت علمی این دانشکده بیش از ۵۹ نفر است و کل دانشجویان دانشکده علوم ۴۳۰ پسر و ۱۰۷۴ نفر دختر می‌باشند. امکانات آموزشی و پژوهشی دانشکده علوم عبارتند از: ۲۶ آزمایشگاه و کارگاه آموزشی، موزه تاریخ طبیعی دانشگاه زنجان، کتابخانه، سایت کامپیوتر دانشکده مجهز به نرم‌افزارهای مرتبط با رشته‌های تحصیلی دانشکده و متصل به اینترنت و کلاس رایانه.
- گروه‌های آموزشی:
  - شیمی
  - فیزیک
  - ریاضی
  - زمین‌شناسی
  - زیست‌شناسی
  - آمار
  - محیط زیست
- دانشکده کشاورزی

دانشکده کشاورزی دانشگاه زنجان در سال تحصیلی ۵۵–۱۳۵۴ در دو رشته تحصیلی مدیریت کشاورزی و مدیریت دامپروری در سطح کارشناسی با ۶۳ نفر دانشجو و ۶ نفر عضو هیئت علمی تمام‌وقت فعالیت آموزشی خود را شروع کرد. متعاقب آن رشته‌های ترویج و آموزش کشاورزی، باغبانی، گیاه پزشکی، خاک‌شناسی و پرورش زنبور عسل دایر گردیدند. در حال حاضر و با توسعه این دانشکده، ۸ گروه آموزشی در مقطع کارشناسی به نام‌های زراعت و اصلاح نباتات، علوم دامی، ترویج و آموزش کشاورزی، علوم باغبانی، گیاه پزشکی، خاک‌شناسی، آب و صنایع غذایی به تعلیم و تربیت دانشجو مشغول هستند. همچنین دانشکده کشاورزی در مقطع کارشناسی ارشد با ۱۹ گرایش و در مقطع دکتری با ۷ گرایش به امر آموزش دانشجویان مشغول می‌باشد. 
- گروه‌های آموزشی:
  - آموزش و ترویج کشاورزی
  - باغبانی
  - زراعت و اصلاح نباتات
  - مهندسی آب
  - علوم دامی
  - گیاه پزشکی
  - صنایع غذایی
  - خاک‌شناسی
- دانشکده فنی و مهندسی واحد ابهر

دانشکده فنی و مهندسی واحد ابهر در سال تحصیلی ۹۱–۱۳۹۰ در دو رشته مهندسی برق و مهندسی مکانیک در سطح کارشناسی با ۸۰ نفر دانشجوی تمام وقت فعالیت آموزشی خود را شروع کرد. در سال‌های بعدی به دلایل مختلفی پذیرش دانشجو برای این واحد صورت نگرفت و دانشجویان پذیرفته شده در این واحد ادامه تحصیلات خود را در دانشکده مهندسی دانشگاه زنجان گذراندند.
- گروه‌های آموزشی:
  - مهندسی برق
  - مهندسی مکانیک

در سال ۹۸ با سفر منصور غلامی به زنجان دانشکده هنر ومعماری و ساختمان دوم دانشکده کشاورزی دانشگاه زنجان افتتاح گردید. در مجموع این دانشگاه دارای ۶ دانشکده است.

## استادان برجسته
- محمود درگاهی: نویسنده، پژوهشگر و استاد گروه ادبیات پارسی
- مهدی محبتی: نویسنده، پژوهشگر و دانشیار گروه ادبیات پارسی
- سعدالله نصیری قیداری: نماینده مجلس شورای اسلامی، معاون حقوقی و امور مجلس وزارت علوم، تحقیقات و فناوری  و رئیس دانشگاه شهید بهشتی
- پروفسور علی رمضانی: استاد برجسته شیمی ایران
- دکتر صالح مبین: استاد دانشکده مهندسی برق و جزو دانشمندان یک درصد دنیا
- دکتر عباس ربیعی: استاد  دانشکده مهندسی برق و جزو دانشمندان دو درصد دنیا
- دکتر منصور اجاقی: استاد  دانشکده مهندسی برق و جزو دانشمندان دو درصد دنیا
- دکتر فرشاد مریخ بیات: استاد دانشکده مهندسی برق و جزو دانشمندان دو درصد دنیا
- دکتر اصغر طاهری: استاد دانشکده مهندسی برق و جزو دانشمندان دو درصد دنیا
- دکتر مصطفی طاهری: استاد دانشکده مهندسی برق و نماینده مردم زنجان در دوره یازدهم مجلس شورای اسلامی
- دکتر محسن افشارچی: استاد دانشکده مهندسی کامپیوتر و استاندار زنجان
- دکتر سعید رحمانی: استاد دانشکده مهندسی کامپیوتر و یکی از برترین استادان در حوزه داده کاوی
- دکتر امید رحمانی: استاد دانشکده مهندسی مکانیک و جزو دانشمندان دو درصد دنیا
- دکتر محمد علی رضوانی: استاد دانشکده شیمی و جزو دانشمندان دو درصد دنیا
- دکتر سعید تقوی فردود: پژوهشگر پسادکتری دانشگاه زنجان و جزو دانشمندان دو درصد دنیا

## نگارخانه

دانشکده علوم
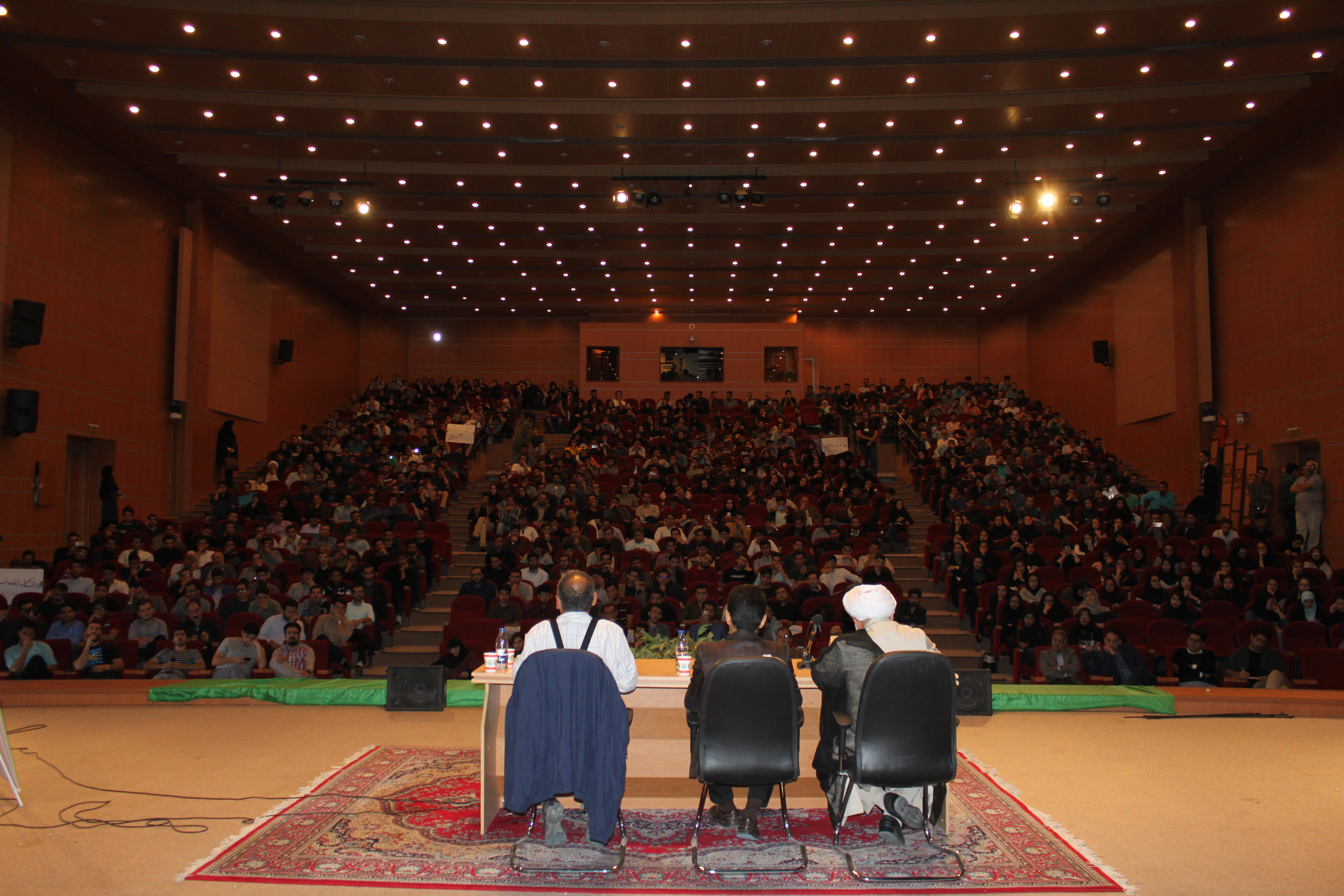
یک مناظره در حال برگزاری در تالار غدیر
دانشکده علوم
دانشکده کشاورزی
دانشکده فنی و مهندسی
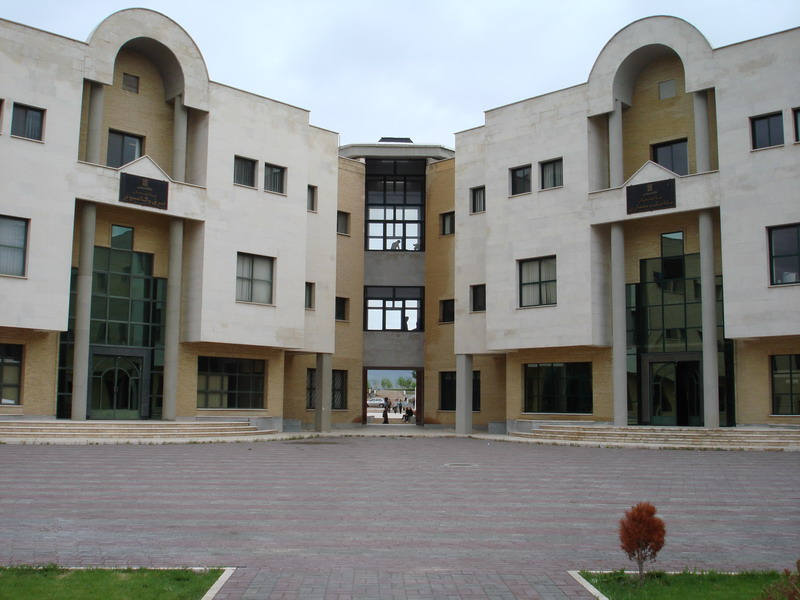
ساختمان مکانیک و برق
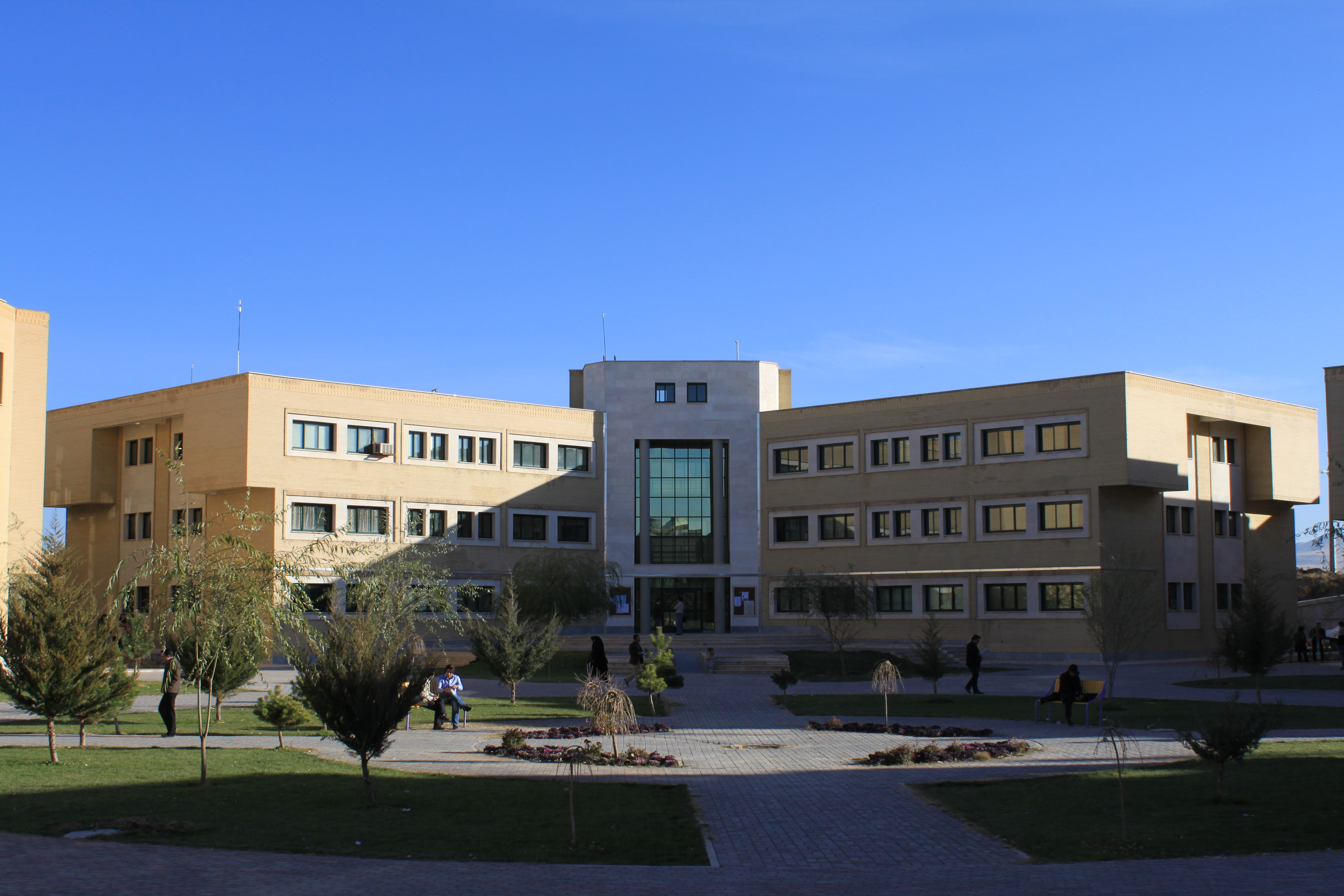
ساختمان مهندسی شیمی
ساختمان عمران و نقشه برداری
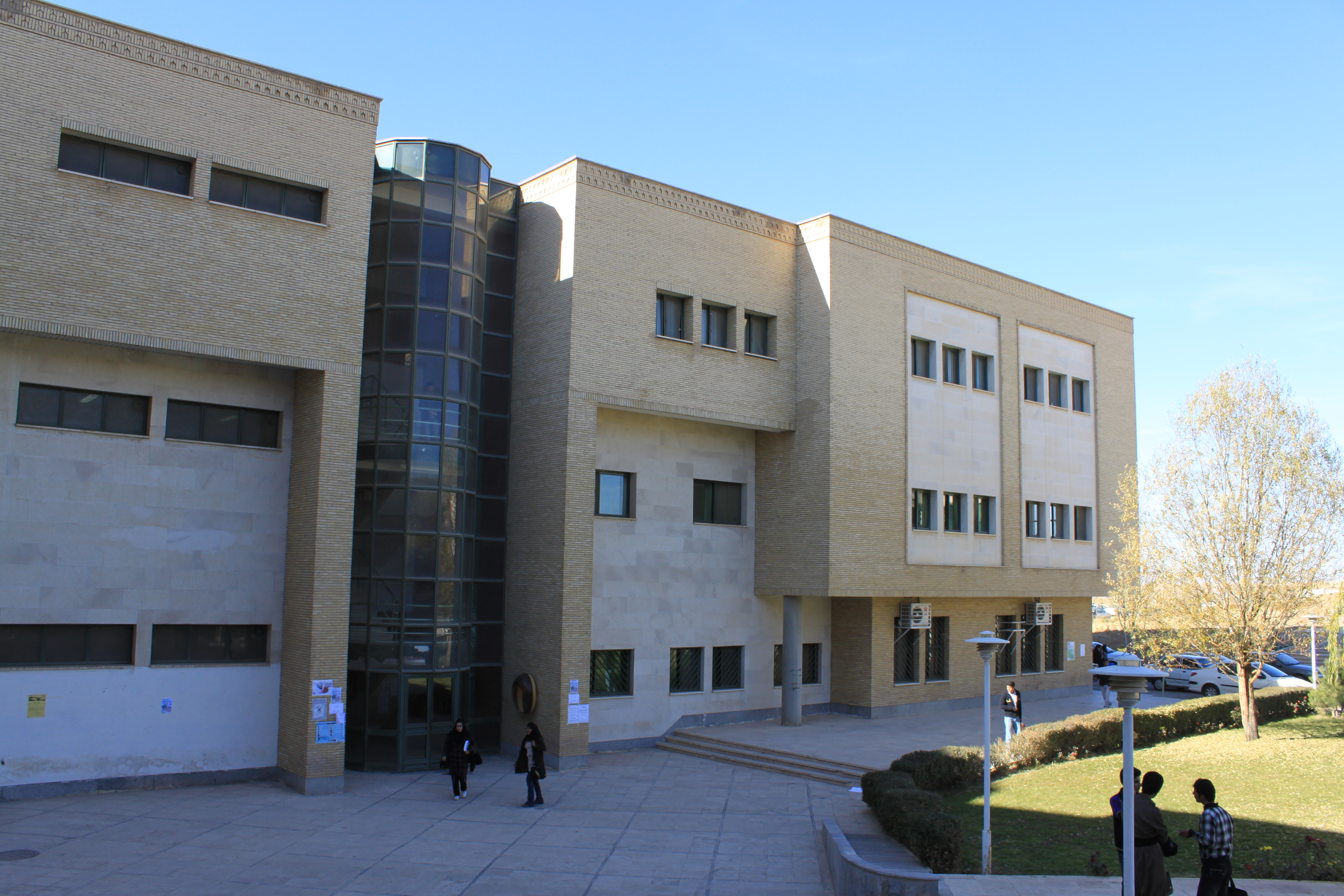
ساختمان برق و کامپیوتر
کتابخانه مرکزی و مرکز اسناد
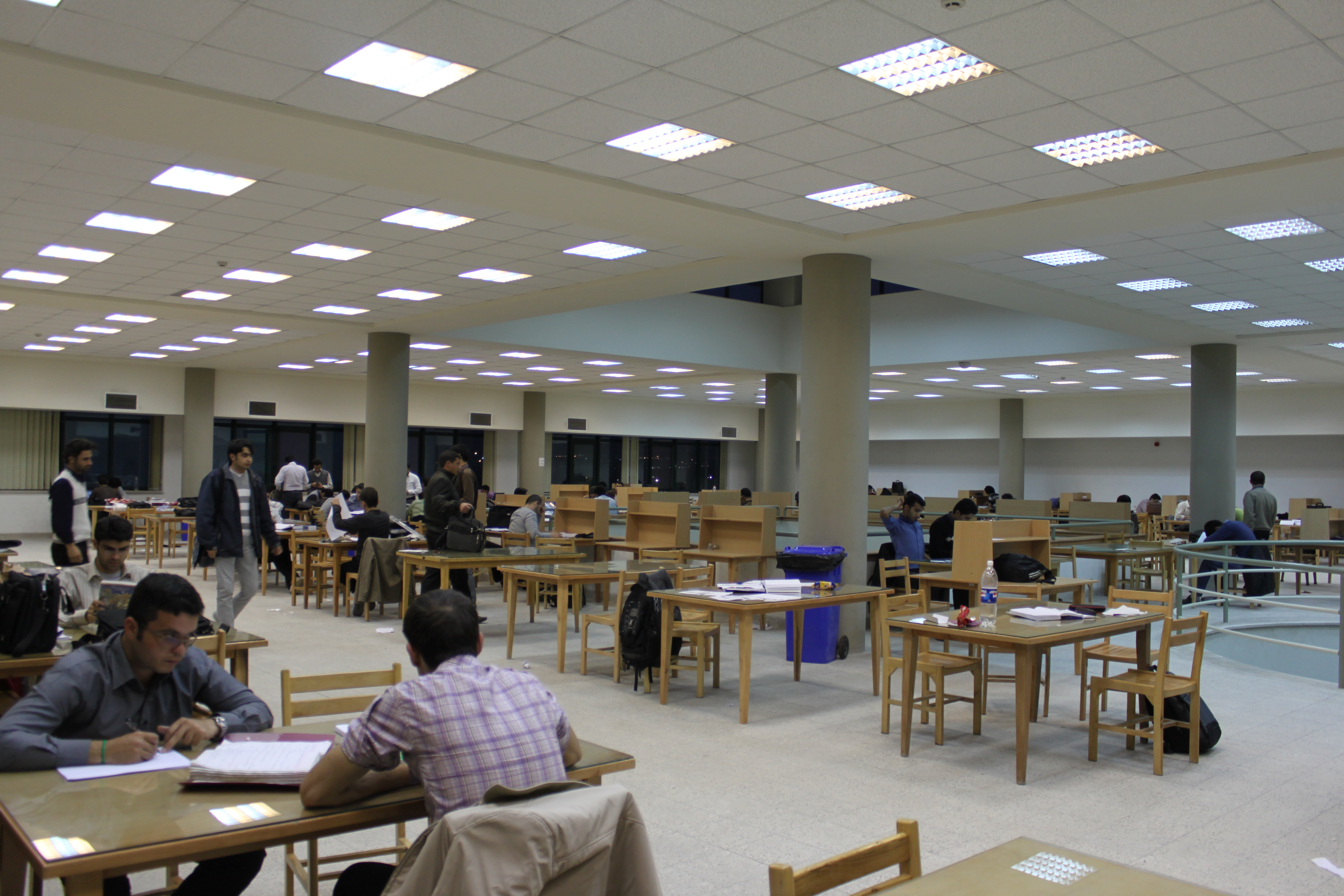
سالن مطالعه برادران کتابخانه مرکزی
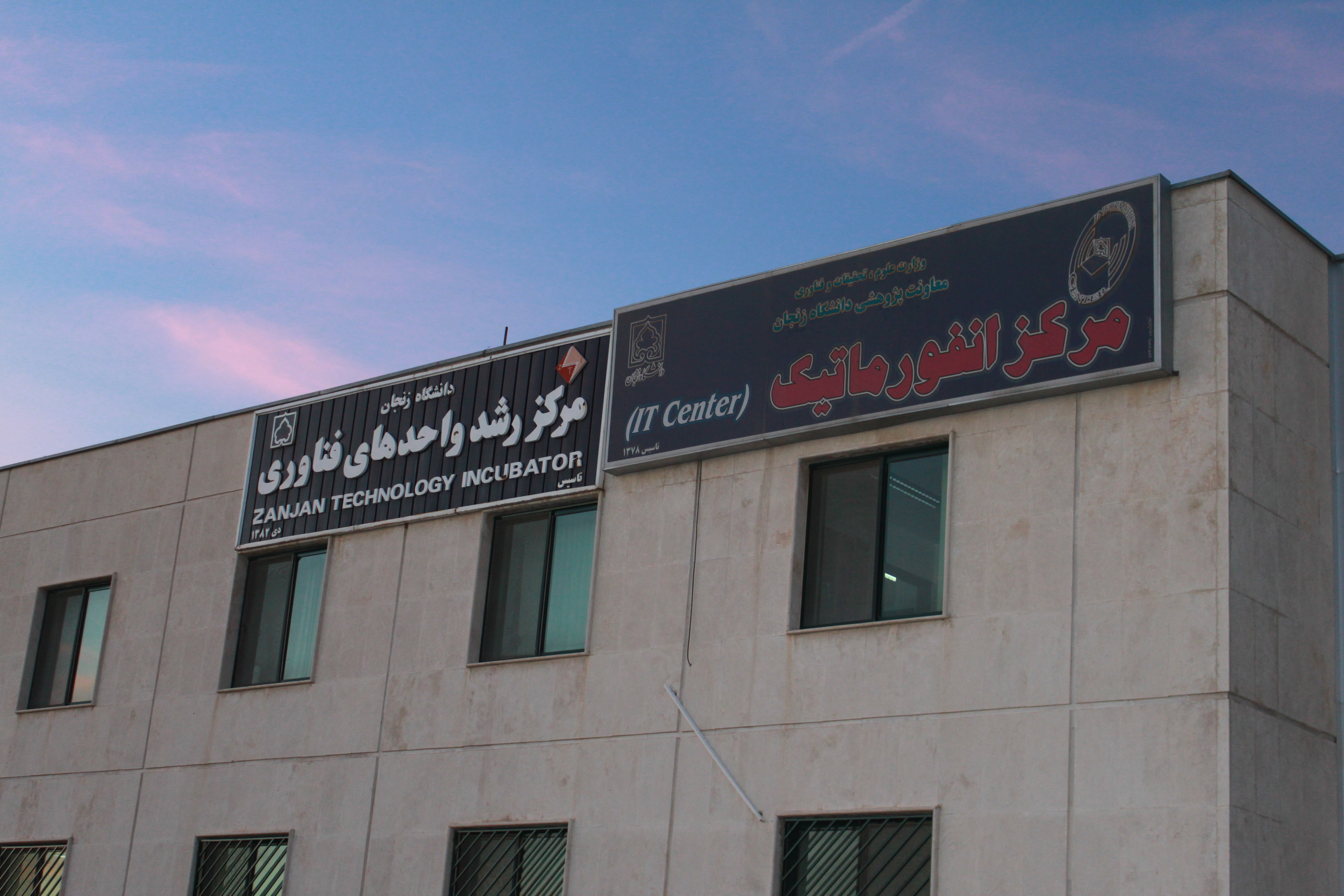
مرکز انفورماتیک
رصدخانه دانشگاه زنجان
محوطه دانشگاه
دورنمای دانشگاه

### دیگر دانشگاه‌های شهر زنجان
- مرکز تحصیلات تکمیلی در علوم پایه زنجان
- دانشگاه علوم پزشکی زنجان
- دانشگاه آزاد اسلامی واحد زنجان
- دانشگاه پیام نور واحد زنجان